# Jenofonte (hijo de Eurípides)
Jenofonte (en griego antiguo: Ξενοφῶν Xenophṓn) fue un general ateniense en la guerra del Peloponeso, que no debe confundirse con el posterior militar Jenofonte, alumno de Sócrates. Era hijo de un Eurípides también distinto al Eurípides dramaturgo homónimo (480-406 a. C.).
Fue uno de los tres strategos (generales) atenienses a los que Potidea se rindió en el segundo año de la guerra. Los otros dos fueron Hestiodoro, hijo de Aristoclides, y Fanómaco, hijo de Calímaco.
Más tarde, en el mismo año (429 a. C.), Jenofonte y otros dos generales encabezaron una expedición militar contra los calcideos y los botieos, en el contexto de la batalla de Calcídica, que no se vio coronada por el éxito.